# Jasmin Gerat
Jasmin Gerat (Berlino, 25 dicembre 1978) è un'attrice e conduttrice televisiva tedesca.

## Biografia
Jasmin Gerat frequentò dal 1985 la scuola elementare Berliner Carl-Orff e concluse gli studi nel 1994 alla scuola secondaria Kopernikus. Nel 1994 vinse la selezione di Bravo Girl, una rivista per ragazze. Un anno dopo conquistò il secondo posto nel concorso per modelle The Look of the Year.
Nel 1995 iniziò uno stage nel canale televisivo tm3 e condusse la trasmissione in diretta Heart Attack. Venne assunta inoltre nei programmi Bravo TV, che fino ad allora era condotto da Heike Makatsch, e Chartbreaker così da condurre parallelamente tre format televisivi. Dopo che nel 1997 depose completamente la sua attività di conduttrice e intraprese un giro per il mondo, dall'anno successivo condusse insieme con Christian Ulmen il programma MTV Alarm sulla stazione musicale MTV.
Dal 1997 svolse l'attività prioritaria di attrice. Ebbe il suo primo ruolo principale nel film Caipiranha di Felix Dünnemann. Da allora recitò in numerose produzioni televisive e teatrali. Nell'edizione tedesca di Playboy del luglio 1998 Jasmin Gerat fu rappresentata con degli scatti finendo anche in prima pagina. Nel 1999 recitò al Düsseldorfer Schauspielhaus nell'opera teatrale Krüppel von Inishmaan nel ruolo di Helen. Ricoprì un ulteriore ruolo teatrale nel 2001 alla Schauspielhaus Hannover.
Dopo gli impegni teatrali seguirono ulteriori ruoli principali in episodi di diverse serie televisive. Dal 2000 al 2005 recitò nella serie Guardia costiera della ZDF. Nel 2003 seguì un altro ruolo principale cinematografico nei film Mädchen, Mädchen 2 – Loft oder Liebe di Peter Gersina. Nello stesso anno, nell'episodio Vatertag nella serie di trasmissioni Nachtschicht della ZDF, recitò nel ruolo di una giovane donna il cui bambino venne dato in adozione dopo la nascita mentre il suo compagno stava in prigione. Da allora venne ingaggiata anche per ruoli "adulti" come ad esempio nel 2004 nel film di Marcus O. Rosenmüller Die Mandantin.
Dal 2005 al 2007 interpretò il commissario Jale Beck nella serie Squadra Speciale Colonia. Lei stessa aveva aiutato a scrivere il personaggio e non solo lo associò alle proprie caratteristiche ma vi inserì anche dettagli delle sue origini: anche Jale Beck è per metà turca. Nel 2006 girò assieme a Tobias Moretti e Wotan Wilke Möhring il film del canale Sat.1 Mord auf Rezept della regista Isabel Kleefeld. Til Schweiger la impiegò per il ruolo principale della sua commedia del 2011 Kokowääh. Nel 2012 apparì nel film di Marc Rothemund Mann tut was Mann kann nel ruolo di una veterinaria che aveva già fissato la data del matrimonio quando si innamora del protagonista (Wotan Wilke Möhring). Nel 2013 recita in Kokowääh 2.
Nel 2015 recitò uno dei ruoli principali nella prima stagione della coproduzione The Team. Dopodiché apparveanche in Tatort: Spielverderber e nell'adattamento cinematografico di Die letzte Spur di Charlotte Link.
Jasmin Gerat è figlia di madre tedesca e padre turco. Ha due figlie nate nel 2007 e 2015. Dal 2016 è ambasciatrice di Pampers e UNICEF per il controllo del tetano. Come ambasciatrice per Björn Schulz Stiftung aiuta l'ospizio di Berlino per bambini Sonnenhof.

## Filmografia

### Cinema
- Caipiranha - Vorsicht, bissiger Nachbar!, regia di Felix Dünnemann (1998)
- I Love You, Baby, regia di Nick Lyon (2000)
- Morakko und der beste Mensch der Welt, regia di Sven Abel (2001)
- Mädchen Mädchen 2, regia di Peter Gersina (2004)
- Zweiohrküken, regia di Til Schweiger (2009)
- Kokowääh, regia di Til Schweiger (2011)
- Mann tut was Mann kann, regia di Marc Rothemund (2012)
- Kokowääh 2, regia di Til Schweiger (2013)
- La ragazza dalle nove parrucche (Heute bin ich blond), regia di Marc Rothemund (2013)
- Nicht mein Tag, regia di Peter Thorwarth (2014)
- Wendy, regia di Dagmar Seume (2017)
- Wendy 2 - Amici per sempre (Wendy 2 - Freundschaft für immer), regia di Hanno Olderdissen (2018)
- Kalte Füße, regia di Wolfgang Groos (2018)
- Io rimango qui (Gott, du kannst ein Arsch sein), regia di André Erkau (2020)
- Lieber Kurt, regia di Til Schweiger (2022)

### Televisione
- Bravo TV – serie TV (1993)
- First Love - Die große Liebe – serie TV (1997)

- MTV Alarm – serie TV (1998)
- SK-Babies – serie TV, episodio 3x13 (1998)
- Ein Scheusal zum Verlieben, regia di Sharon von Wietersheim – film TV (2000)
- Das Herz des Priesters – serie TV (2000)
- Falsche Liebe - Die Internetfalle, regia di Dirk van den Berg – film TV (2000)
- Die Kumpel – serie TV, episodio 1x03 (2001)
- SK Kölsch – serie TV, episodio 3x01 (2002)
- Der Bulle von Tölz – serie TV, episodio 1x44 (2003)
- Nachtschicht – serie TV, episodio 1x02 (2004)
- Zwischen Liebe und Tod, regia di Sigi Rothemund – film TV (2004)
- Küstenwache – serie TV, 26 episodi (2000-2005)
- Wolff, un poliziotto a Berlino (Wolffs Revier) – serie TV, episodio 13x05 (2005)
- SOKO - Misteri tra le montagne (SOKO Kitzbühel) – serie TV, episodio 4x08 (2005)
- Der Ferienarzt – serie TV, episodio 2x03 (2005)
- Die Mandantin, regia di Marcus O. Rosenmüller – film TV (2005)
- Mord auf Rezept, regia di Isabel Kleefeld – film TV (2006)
- Squadra Speciale Colonia (SOKO Köln) – serie TV, 35 episodi (2005-2007)
- Un caso per due (Ein Fall für zwei) – serie TV, episodio 29x04 (2009)
- Kommissar Stolberg – serie TV, episodio 5x01 (2009)
- Squadra Speciale Cobra 11 (Alarm für Cobra 11 – Die Autobahnpolizei) – serie TV, episodi 12x04-15x08 (2006-2009)
- Hamburg Distretto 21 (Notruf Hafenkante) – serie TV, episodio 4x07 (2009)
- Ausgerechnet Afrika, regia di Axel Barth – film TV (2010)
- Rosa Roth – serie TV, episodio 1x27 (2010)
- Liebeskuss am Bosporus, regia di Berno Kürten – film TV (2011)
- Il commissario Köster (Der Alte) – serie TV, episodi 33x01-37x04 (2009-2011)
- Tierisch verknallt, regia di Christian Theede – film TV (2012)
- Eine Frau verschwindet, regia di Matti Geschonneck – film TV (2012)
- Totenengel - Van Leeuwens zweiter Fall, regia di Matti Geschonneck – film TV (2013)
- Ultima traccia: Berlino (Letzte Spur Berlin) – serie TV, episodio 3x05 (2014)
- Schlaflos in Istanbul, regia di Marcus Ulbricht – film TV (2014)
- The Team – serie TV, 8 episodi (2015)
- Meine fremde Frau, regia di Lars Becker – film TV (2015)
- Stralsund – serie TV, episodio 1x07 (2015)
- Tatort – serie TV, 2 episodi (2011-2015)
- Im Tunnel, regia di Kai Wessel – film TV (2016)
- Charlotte Link - Die letzte Spur, regia di Andreas Herzog – film TV (2017)
- Der Gutachter: Ein Mord zu viel, regia di Christiane Balthasar – film TV (2017)
- Love Is in the Air, regia di André Erkau – film TV (2017)
- Einmal Sohn, immer Sohn, regia di Thomas Jauch – film TV (2018)
- Kroymann – serie TV, episodi 1x04-1x05 (2018-2019)
- Squadra Omicidi Spalato – serie TV, 6 episodi (2020-2022)
- Damaged Goods – serie TV, 8 episodi (2022)
- Tage, die es nicht gab – miniserie TV, 8 puntate (2022)

## Conduzione
- 1995: Heart Attack, tm3 (RTL 2)
- 1996: chartbreaker, RTL 2
- 1996–1997: Bravo TV, RTL 2
- 1998: MTV Alarm, MTV, con Christian Ulmen